# Daniel Yergin

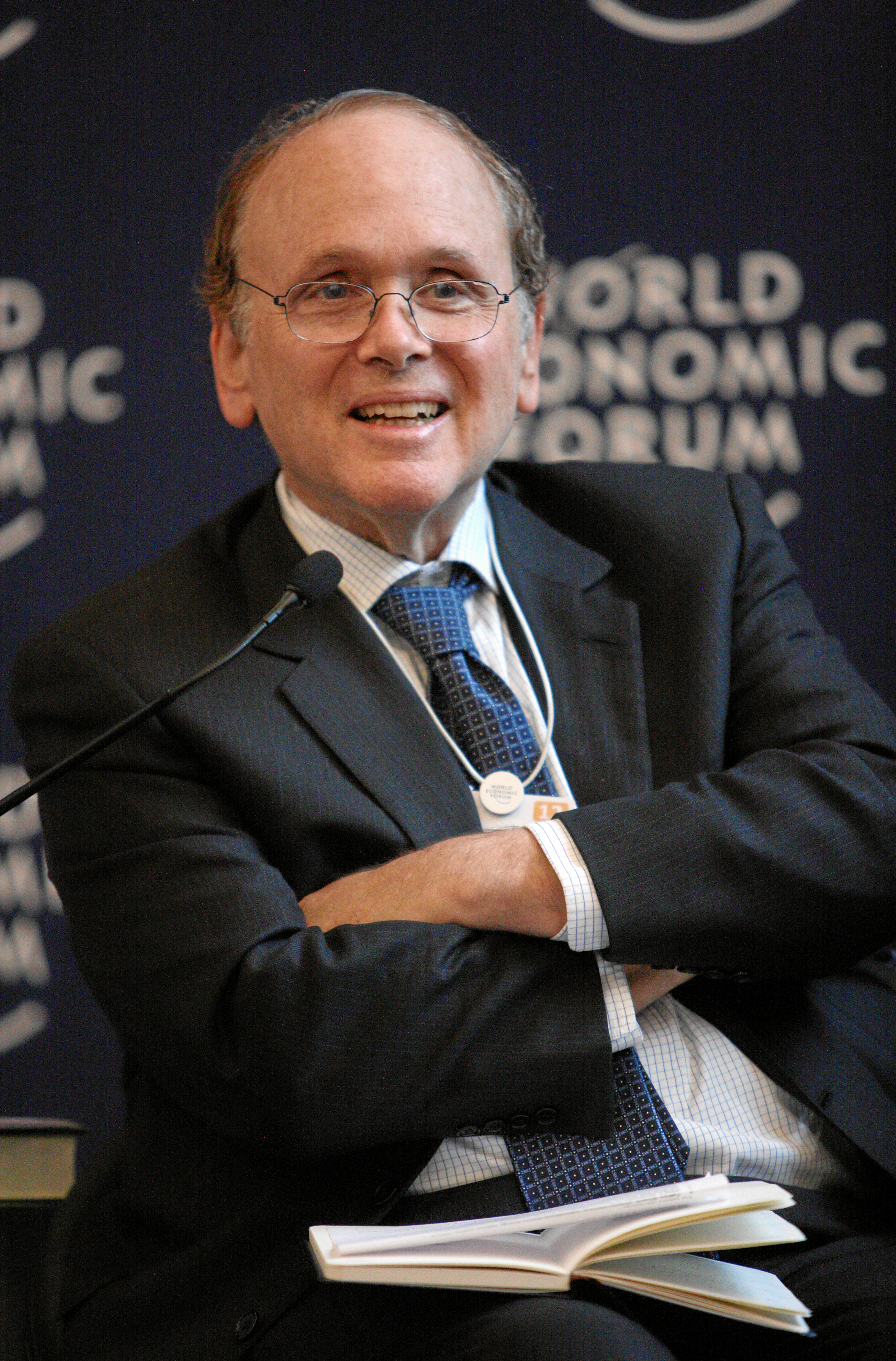
Daniel Yergin op het Wereld Economisch Forum in 2012.

Daniel Howard Yergin (Los Angeles, 6 februari 1947) is een Amerikaans hoogleraar, publicist en energiespecialist.
Hij studeerde aan Yale en behaalde een doctoraat in internationale betrekkingen aan de Universiteit van Cambridge. Van 1977 tot 1983 doceerde Yergin aan Harvard en in 1982 was hij een van de twee oprichters van de Cambridge Energy Research Associates (CERA), een adviesbureau voor energiemarkten en de achterliggende geopolitieke en strategische dilemma's. In 2004 werd de firma overgenomen door IHS Inc., waarvan Yergin ondervoorzitter is.
Yergins debuut, Shattered Peace, over de Koude Oorlog, verscheen in 1977. Zijn bekendste werk is The Prize: The Epic Quest for Oil, Money, and Power, over de geschiedenis van de internationale olie-industrie, dat in 1990 verscheen. Voor The Prize won Yergin een Pulitzerprijs in de categorie algemene non-fictie. In 2011 werd The Quest: Energy, Security, and the Remaking of the Modern World gepubliceerd.